# Rozaina Adam
Rozaina Adam (née le 12 décembre 1976 à Malé) est une femme politique maldivienne.

## Biographie
Rozaina Adam obtient une licence de management et marketing puis un master en marketing en Australie. Elle a également un diplôme d'enseignement de sciences et mathématiques à l'école secondaire.
Elle est élue dans la circonscription de Thulusdhoo au nom du Parti du peuple maldivien, dont elle gère le groupe féminin. Elle intègre le Parti démocrate maldivien d'opposition en novembre 2013.
Adam rejoint la direction du Parti démocrate maldivien le 23 avril 2013. Le 2 juin 2014, elle est nommée vice-présidente du groupe parlementaire. Elle reçoit des menaces de mort, comme d'autres députés de différents partis.
En 2023, elle est députée pour la circonscription de Addu Meedhu.
Elle travaille surtout sur les droits des enfants et droits des femmes,.